# جيمس روس (سياسي كندي)
جيمس روس هو سياسي كندي، ولد في 6 سبتمبر 1814، وتوفي في 23 يناير 1874 في لينغويك في كندا. حزبياً، نشط في Conservative Party of Quebec (historical) ‏. وقد انتخب عضو الجمعية الوطنية في كيبك ‏ عن دائرة Compton (provincial electoral district) ‏ (1867 – 1871).